# Пам'ятний знак Михайлу Булгакову

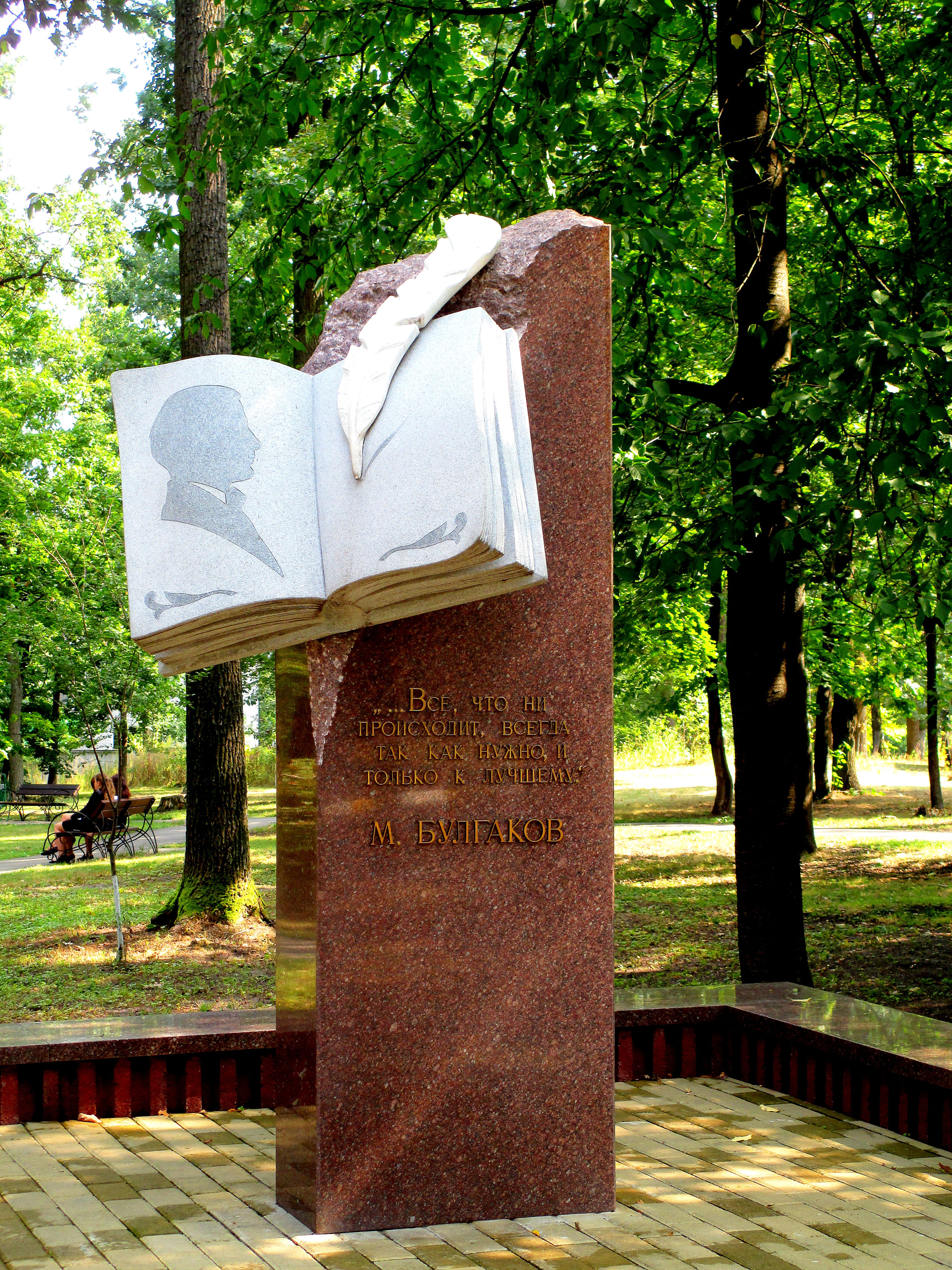
Пам'ятний знак Михайлу Булгакову

Пам'ятний знак Михайлу Булгакову — колишній пам'ятний знак, що був відкритий 15 травня 2011 року в оновленому історично-ландшафтного парку на місці дачі Булгакових у Бучі.  Автор знаку — скульптор Адріан Балог.
У 1900 році родина Булгакових придбала дві десятини землі в селищі Буча. Був збудований дім на п'ять кімнат і дві веранди. Надія Панасівна, одна із сестер Михайла Булгакова згадувала:
| «Розкіш була в квітнику, що його розвела мати, котра дуже любила квіти». |
Професорські діти на власну втіху і подив сусідів бігали по дачі босоніж. Сюди часто приїжджали друзі й родичі, знайомі Булгакових. У Бучі був театр, де на сцені виступали Михайло й Віра Булгакови під псевдонімами «Агарін» і «Невєрова». За сценаріями Михайлика розігрувалися домашні інтермедії та вистави.
Одне з найбільших захоплень Михайла в юності було ентомологія — збирання метеликів, були там і рідкісні екземпляри. 1919 р. він віддав її Київському університетові.
Єдиний власний — у Бучі — будинок Булгакових згорів у 1918 році.
Комунальне підприємство «Бучазеленбуд» (м. Буча, Київська область) в листопаді 2022 подало до поліції заяву про «вандалізм» щодо цього і ще одного пам'ятника Михайлу Булгакову у місті.
Демонтований у межах дерусифікації.